# Gåsträsket (Lycksele socken, Lappland, 717143-163316)
Gåsträsket är en sjö i Lycksele kommun i Lappland och ingår i Umeälvens huvudavrinningsområde. Sjön har en area på 0,107 kvadratkilometer och ligger 242,9 meter över havet.

## Delavrinningsområde
Gåsträsket ingår i det delavrinningsområde (717411-163032) som SMHI kallar för Utloppet av Betsele Dämningsområde. Medelhöjden är 263 meter över havet och ytan är 50,68 kvadratkilometer. Räknas de 895 avrinningsområdena uppströms in blir den ackumulerade arean 11 604,09 kvadratkilometer. Avrinningsområdets utflöde Umeälven mynnar i havet. Avrinningsområdet består mestadels av skog (89 procent). Avrinningsområdet har 3,42 kvadratkilometer vattenytor vilket ger det en sjöprocent på 6,7 procent.